# Keresztény Advent Közösség
A Keresztény Advent Közösség (rövidítése: Kerak) magyarországi protestáns vallási egyesület, amely hangsúlyosan vallja Krisztus második eljövetelének a közelségét, és az erre való felkészülés szükségességét (erre utal nevében az advent szó). Magáénak vallja a 16. századi reformáció Sola Scriptura (= egyedül a Szentírás) elvét és ezzel összefüggő tanításait, valamint a 19. századi, észak-amerikai advent mozgalom további biblikus felismeréseit és küldetéstudatát. Olyan keresztények közösségének tartja magát, akik a bibliai iratgyűjteményt Isten kinyilatkoztatásának tekintik, ezért törekszenek minél teljesebb megértésére és gyakorlati követésére. Nem értelmezi magát külön felekezetnek, az újszövetségi szervezeti mintát követve gyülekezetek szövetségeként működik. Vallja az állam és az egyház szétválasztása elvét, és ezzel összefüggésben a lelkiismereti szabadság megóvásának fontosságát. Hitéleti tevékenységéhez állami támogatást nem vesz igénybe.

## Történet
Az 1970-es évek elején két irányzat jött létre a magyarországi adventista egyházon belül: Szakács József unióelnök és SZET-alelnök "egyházpolitikai" és Egervári Oszkár egyházterületi elnök "lelki" irányzata.
1975-ben Egervári Oszkár és Vankó Zsuzsa vezetésével tiltakozás bontakozott ki az egyházon belül az akkori vezetőség szocialista-kommunista állammal való összeszövődései folytán kibontakozott gyakorlatokkal szemben. Belső egyházi ügyről volt szó, amelybe beavatkozott a Szabadegyházak Tanácsa és az Állami Egyházügyi Hivatal.
Az ellentétek 1975. tavaszán, Szakács József beszéde után élesedtek. Az év nyarán Egervári levelet írt az (adventista világszervezet) Euro-afrikai Divízió titkárának, azzal vádolva Szakácsot, hogy Palotay Sándorral együtt el akarja szakítani a magyar uniót (egyházat) a divíziótól, és a céljuk az, hogy az unió a MEÖT-höz csatlakozzon.
A fő problémák a következő voltak, amelyeket az „igazság” és „hamisság” összebolyogozásának tekintettek:
- Az ökumenikus kérdés és az egyház SZET-tagsága
- Az Egyháztanács[4] hatalomgyakorlási módszere és keresztényietlen viselkedése
- A lelkészképzés.

1975 őszén az egyháztanács – Palotay utasítása alapján – rágalmakkal próbálta lejáratni Egerváriékat a hívők előtt. Ők tiltakoztak ez ellen és követelték a fentebbi problémák orvoslását és Szakács József elnök, továbbá Oláh Károly egyházpénztáros lemondását.
Ezután az egyháztanács felfüggesztette Egervárit és Vankót az állásából, más lelkészekkel együtt. Országszerte sok gyülekezet tiltakozott az eljárás ellen; budapesti gyülekezetekből, Balassagyarmatról, Balatonszemesről, Debrecenből és a Hajdúságból, Deszkről, Hódmezővásárhelyről, Kunmadarasról, Magyarcsanádról, Miskolcról, Mohácsról, Nyíregyházáról és a nyírségi gyülekezetekből, Nagyfügedről, Pilisszántóról, Tiszafüredről, Újfehértóról, Vecsésről is érkeztek Egerváriékat támogató levelek.
Számos gyülekezetben megosztottság jött létre, a gyülekezetek bizottságának egy része az Egyháztanács és Szakácsék mellett állt, másik részük Egerváriékkal szimpatizált. 
Az idősebb generáció inkább az Egyháztanács mellett állt ki. A hívők állásfoglalását nagyban meghatározta a helyi lelkész, illetve a helyi bizottság állásfoglalása.
A divízió próbálta nyugalomra inteni a feleket. 1976 tavaszán már a budapesti fő („A”) gyülekezet többsége is Egerváriék pártján állt, ezért március 13-án, a Divízió egyik titkárának a jelenlétében és tanácsára feloszlatták a gyülekezetet. Az egyházkerület a „legproblematikusabb személyeket” eltiltotta a gyülekezet látogatásától is. 
A kizárt tagok rákényszerültek a gyülekezeten kívüli élet megszervezésére.
A vezetőség több helyen, így pl. Pécsett az imaházak bezárásával fenyegetőzött és a „rendzavarókat” a gyülekezet elhagyására szólította fel. A tavasz folyamán újabb gyülekezetek tiltakoztak az Egyháztanács tevékenysége ellen.
1976 nyarán, Szakács és Palotay svájci látogatásán sikerült elérniük, hogy a Divízió vezetői is földalatti szervezetnek minősítsék a mozgalmat. Az adventista divízió azt adta fel, amibe az ország politikai helyzete miatt egyébként sem lett volna beleszólása.
Palotay Sándor a Békehírnökben közölt cikksorozatában intézett támadást a mozgalom ellen.
1976 nyarán az Egerváriékat támogatók nagy része még az Egyháztanács irányította gyülekezetekbe járt és a velük teljesen szimpatizáló gyülekezetek is hivatalosan még az unióhoz tartoztak. Azonban ekkora már sok gyülekezetben kialakult egy csoport, amelyek a szombat délelőtti szünetekben a tiltakozó körleveleket felolvasták.
1976 őszén az egyháztanács újabb tagokat zárt ki a gyülekezetekből és egyben újabb gyülekezetek szakították meg a kapcsolatot az unió vezetésével. 1976 decemberében már húsz gyülekezet szakította meg a kapcsolatot az unióval.
Az Egyháztanács látogatásokkal próbálta ellensúlyozni a szakadár mozgalom létrejöttét, eredménytelenül. A lelkészek többsége elítélte a mozgalmat, de Szakácsék mellett sem álltak ki teljesen. Sokan voltak olyanok, akik vitatták az Egyháztanács álláspontját a SZET és az ökumenikus kérdésben, de az Egervári-mozgalomhoz se csatlakoztak, annak „szakadár” jellege miatt. A tagság nagy része értetlenül szemlélte az eseményeket, a botrány végét várva.
1977 elején újabb gyülekezetfelosztások történtek és összesen már mintegy 1250 hívő csatlakozott a mozgalomhoz. Közülük, 1979-ig mintegy 50 fő tért vissza a hivatalos egyházba.
Palotay nyomására a mozgalom tagjait három csoportra osztották:
- „csak formálisan tagok”,
- „a gyülekezet felosztásakor nem rendezték tagságukat”,
- a „szakadártevékenység miatt kizártak”.

A mozgalom csak illegalitásban tudott tovább működni. Evangelizációs anyagaikat maguk szerkesztették, szombatiskolai tanulmányaikat pedig Jugoszláviából csempészték be. Összejöveteleiket általában magánházaknál tartották meg, és újabb ingatlanokat is magánszemélyek nevére vásároltak. A Budapesten felépített, magánháznak álcázott központi imaházuk kb. 250–300 fő befogadására volt alkalmas.
Az „Egervári-mozgalom” a helyzet igazságos rendezésére és az egység helyreállítására több próbálkozást is tett, eredménytelenül. Így hitéletüket külön gyülekezetekben élték tovább dacára annak, hogy az akkori történelmi helyzetben a hatóságok működésüket törvénytelennek minősítették, több rendben is gyakorlati intézkedésekkel próbálták megakadályozni. Így jött létre a „történelem viharában” az a gyülekezeti szövetség, amely a rendszerváltás után Keresztény Advent Közösség néven kérte nyilvántartásba vételét, azzal a lehetőséggel élve, amit az 1990. évi IV. sz. törvény nyitott meg. 
Az azóta eltelt időszakban az jelentette a legnagyobb kihívást a közösség számára, hogy megmarad-e eredeti alapelvei, biblikus meggyőződése mellett. A Hetednapi Adventista Egyházzal való kapcsolat rendezésére irányuló későbbi törekvések esetében is mindig ez volt a döntő kérdés.
A magyarországi egyházügyi törvény 2011-ben történt megváltoztatása ismét válaszút elé állította a közösséget. Az egyházi státusz igénylése bizonyos hitelvi engedményekkel járt volna együtt, ezért a tagság eredeti alapelvekhez ragaszkodó része úgy döntött, hogy vallási tevékenységet végző egyesület keretében folytatja tovább tevékenységét. Valamivel később, 2015-ben a tagság mintegy fele a Hetednapi Adventista Egyházhoz csatlakozott.

## Hitélet
A Közösség szabad választáson alapuló, felnőtt keresztséget gyakorol, ennélfogva a megkeresztelkedett tagokon kívül a családokban felnövő gyermekek, fiatalok, valamint a közösség tanításaival, szellemiségével szimpatizáló érdeklődők is növelik az istentiszteleteken résztvevők számát. A 2020-as évek elején az ezer főt el nem érő közösségnek az országban többfelé vannak gyülekezetei és szórványcsoportjai.

### Hitelveik
Hitelveik megegyeznek a hetednapi adventisták nézeteivel (szombattartás, Krisztus visszatértének közeli eseménye stb).

## Intézmények, egyesületek
A Közösség a fenntartója az 1992-ben alapított a Sola Scriptura Teológiai Főiskolának, amely bármely felekezetű, világnézetű hallgató számára nyitott. Az oktatás középpontjában a Biblia, a bibliai eszmerendszer áll a maga történelembe ágyazottságában és hatástörténetével. A hallgatók lelkiismereti szabadságának tiszteletben tartása alapelv.
A Közösség tartja fenn Békés vármegyében az Eleki Idősek Szociális Otthonát.
A Közösség, valamint a hozzá kapcsolódó alapítványok, egyesületek tevékenységei: a Bibliával kapcsolatos ismeretterjesztő előadások tartása, hangversenyek, kiállítások, nyári Biblia-táborok szervezése; könyv- és folyóirat- kiadás, hanganyagok előállítása és terjesztése, egészséges életmódra nevelés, internetes televíziós műsorok készítése.